# Atomu Nabeta
Atomu Nabeta (japanisch 鍋田 亜人夢 Nabeta Atomu; * 1. Mai 1991 in Shizuoka) ist ein ehemaliger japanischer Fußballspieler.

## Karriere
Nabeta erlernte das Fußballspielen in der Jugendmannschaft von Shimizu S-Pulse. Seinen ersten Vertrag unterschrieb er 2010 bei Shimizu S-Pulse. Der Verein spielte in der höchsten Liga des Landes, der J1 League. Für den Verein absolvierte er 13 Erstligaspiele. Im September 2014 wechselte er zum Zweitligisten Avispa Fukuoka. Für den Verein absolvierte er acht Ligaspiele. Ende 2014 beendete er seine Karriere als Fußballspieler.

## Erfolge
Shimizu S-Pulse
- J.League Cup

Finalist: 2012
- Kaiserpokal

Finalist: 2010